# Église Saint-Martin de Sardent
Pour les articles homonymes, voir Église Saint-Martin.
L'église Saint-Martin est une église située en France dans la commune de Sardent, dans le département de la Creuse, en région Nouvelle-Aquitaine.
Elle fait l'objet d'une protection au titre des monuments historiques.

## Localisation
L'église Saint- Martin est située dans la moitié ouest du département français de la Creuse, au cœur du bourg de Sardent, au nord de l'intersection des routes départementales 34a3 et 50.

## Histoire et architecture
L'église a été construite au XIIIe siècle.
Sardent avait une deuxième église, Saint-Symphorien, qui n'existe plus et qui était l'annexe de Saint-Martin.
L'édifice, orienté est-ouest, est un rectangle allongé comprenant la nef et le chœur terminé par un chevet plat. Deux chapelles latérales encadrent la nef. Le clocher est recouvert de bardeaux et une rangée de modillons orne la façade sud.
Le portail méridional est inscrit au titre des monuments historiques le 16 juin 1926.

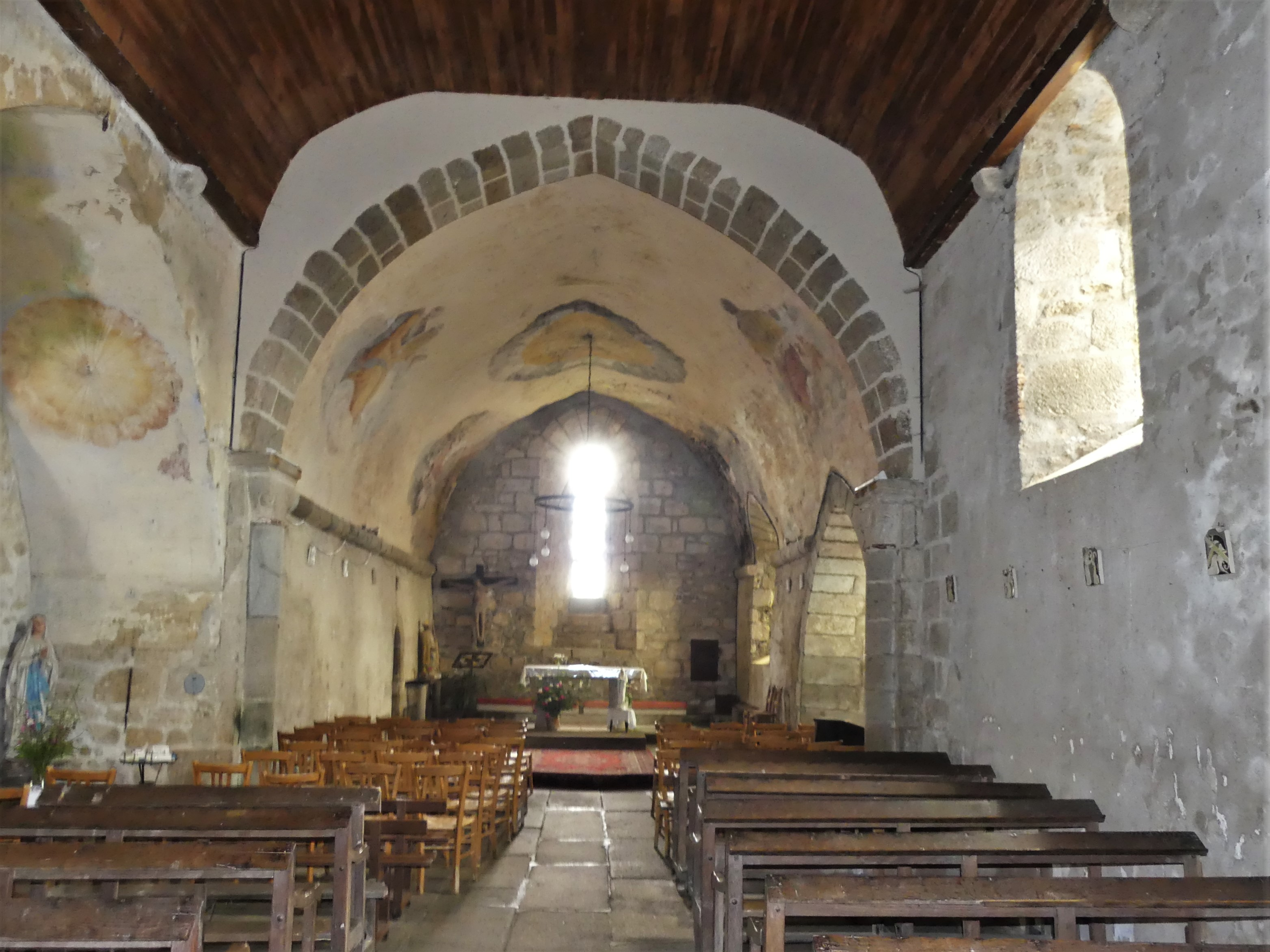
La nef et le chœur.
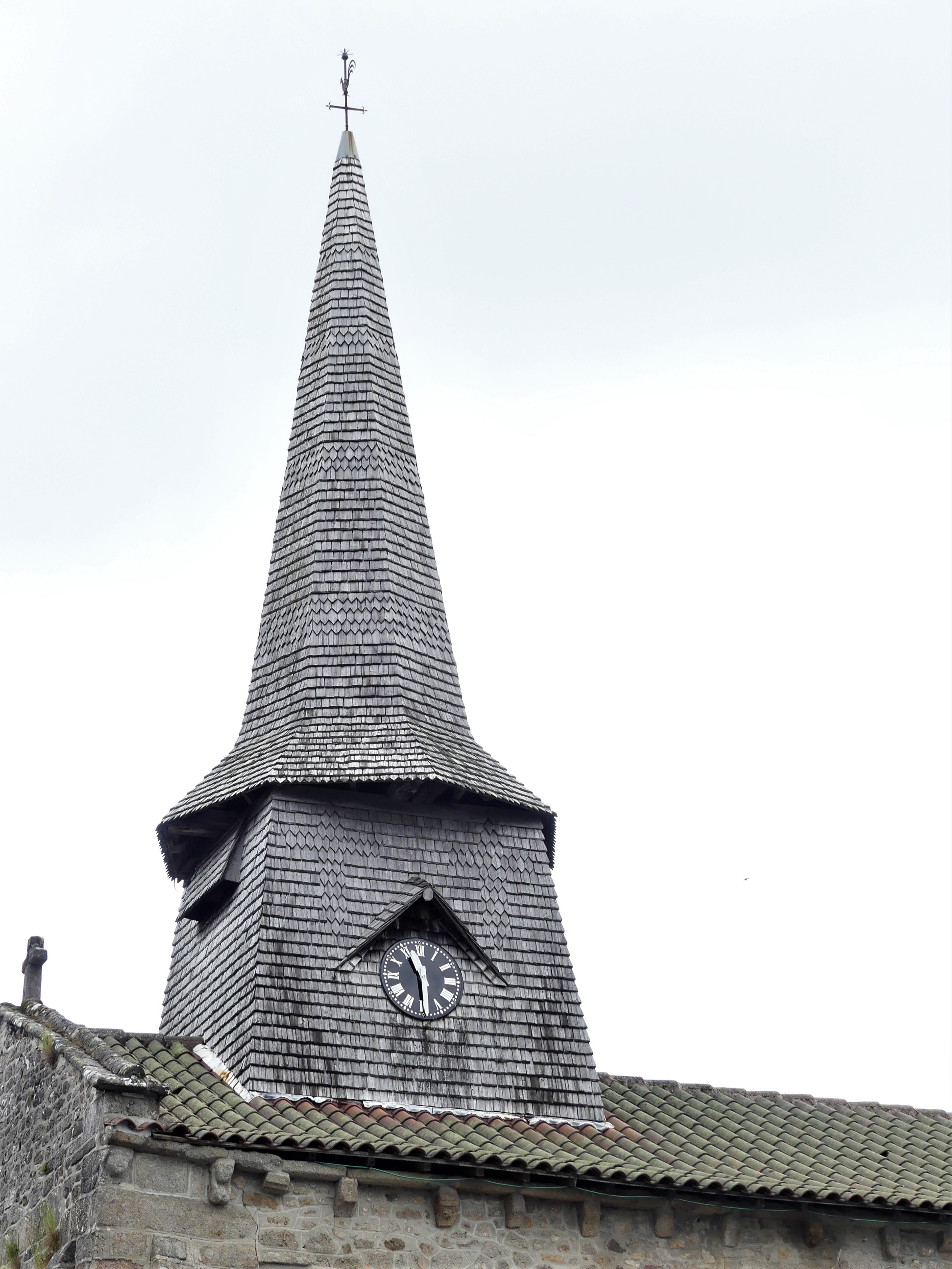
Le clocher recouvert de bardeaux.
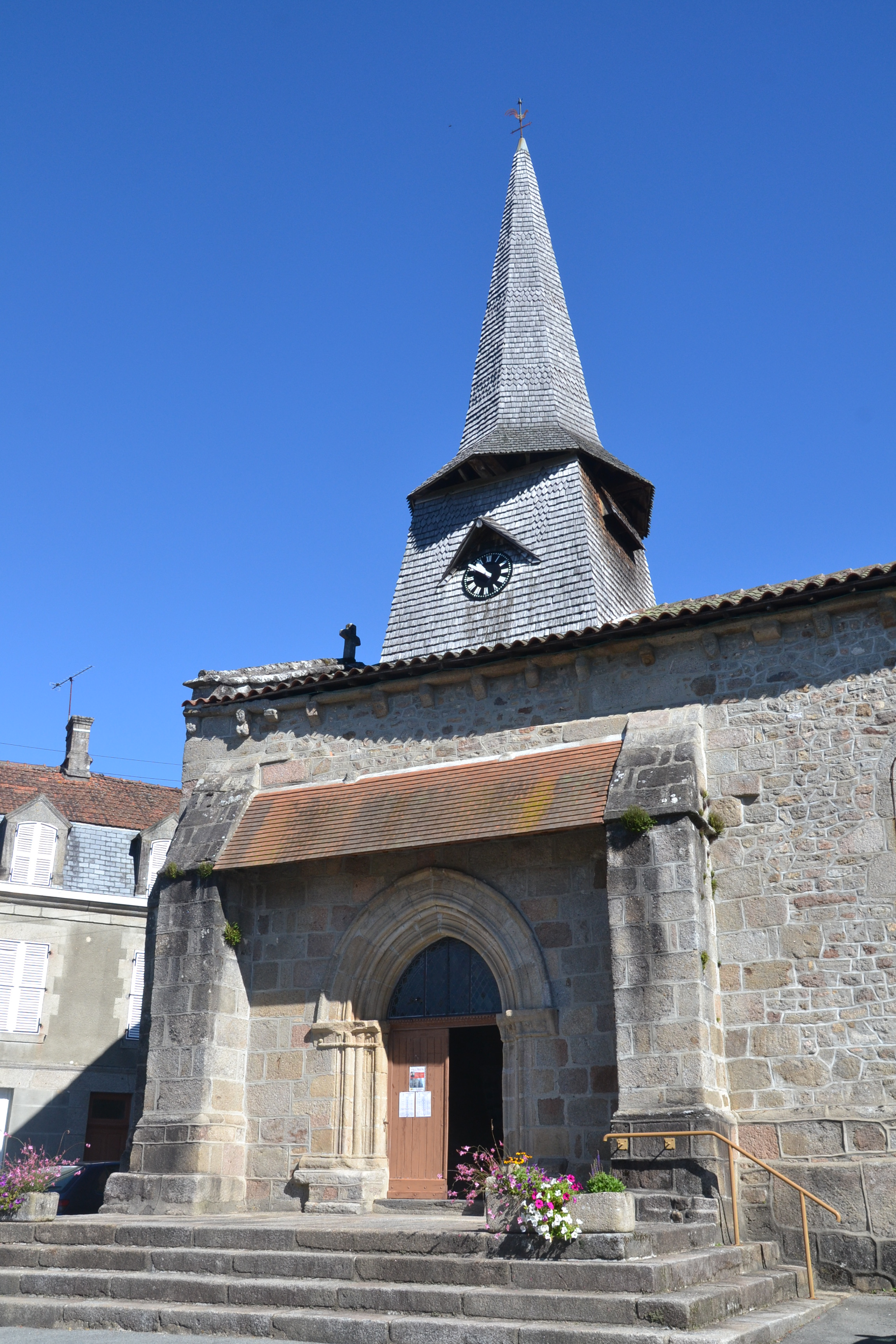
Le portail méridional.
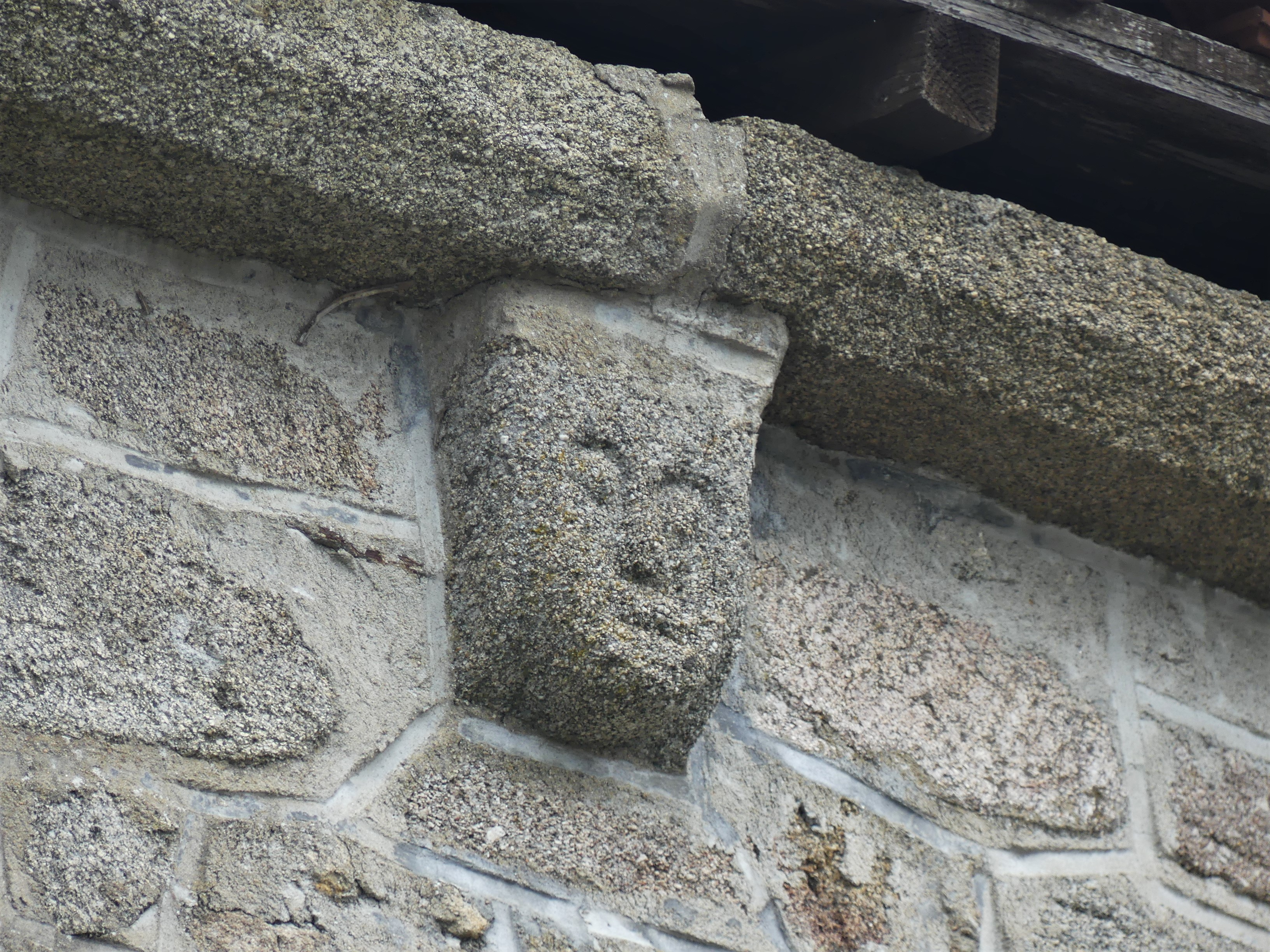
Un modillon.

## Mobilier
Plusieurs objets religieux sont protégés au titre des monuments historiques :
- un groupe sculpté — mutilé — du XVe siècle en bois qui à l'origine représentait saint Martin et le pauvre, classé le 30 octobre 1952[3] ;
- quatre objets inscrits le 22 octobre 1979 :
  - un tabernacle à ailes du XVIIe ou XVIIIe siècle avec deux gradins d'autel et quatre statuettes, dont une a disparu[4] ;
  - une statue du XVIIIe siècle en bois représentant la Vierge à l'Enfant[5] ;
  - deux bas-reliefs du XVIIe siècle représentant l'Annonciation et la Visitation, issus de l'ancien retable du maître-autel[6] ;
  - les peintures monumentales du XVIIIe siècle du chœur représentant les quatre évangélistes et la colombe du Saint-Esprit, ainsi que deux représentations du Sacré-Cœur dans la chapelle nord[7] ;
- trois éléments de vaisselle liturgique en argent repoussé sont également protégés : deux patènes (l'une de 1722-1723 et l'autre de la période 1769-1775) classées le 9 février 2007[8],[9], ainsi qu'un calice de 1723-1724, inscrit le 21 juin 2006[10].

L'église recélait également un bras-reliquaire du XIIIe siècle qui contenait à l'origine un morceau du bras de saint Pardoux. Ce reliquaire a été acquis au XIXe siècle par le musée d'art et d'archéologie de Guéret.

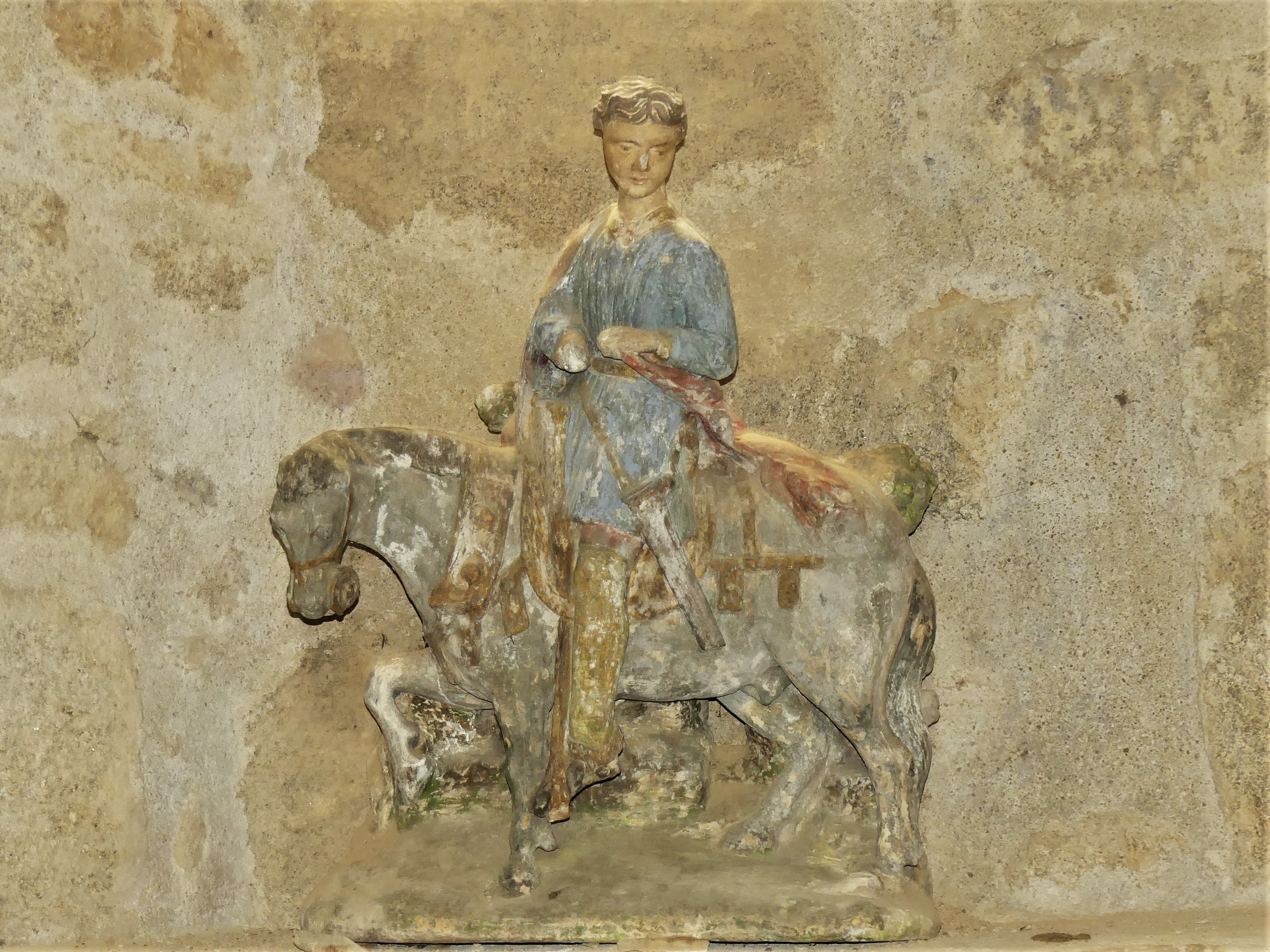
Statue équestre de saint Martin.
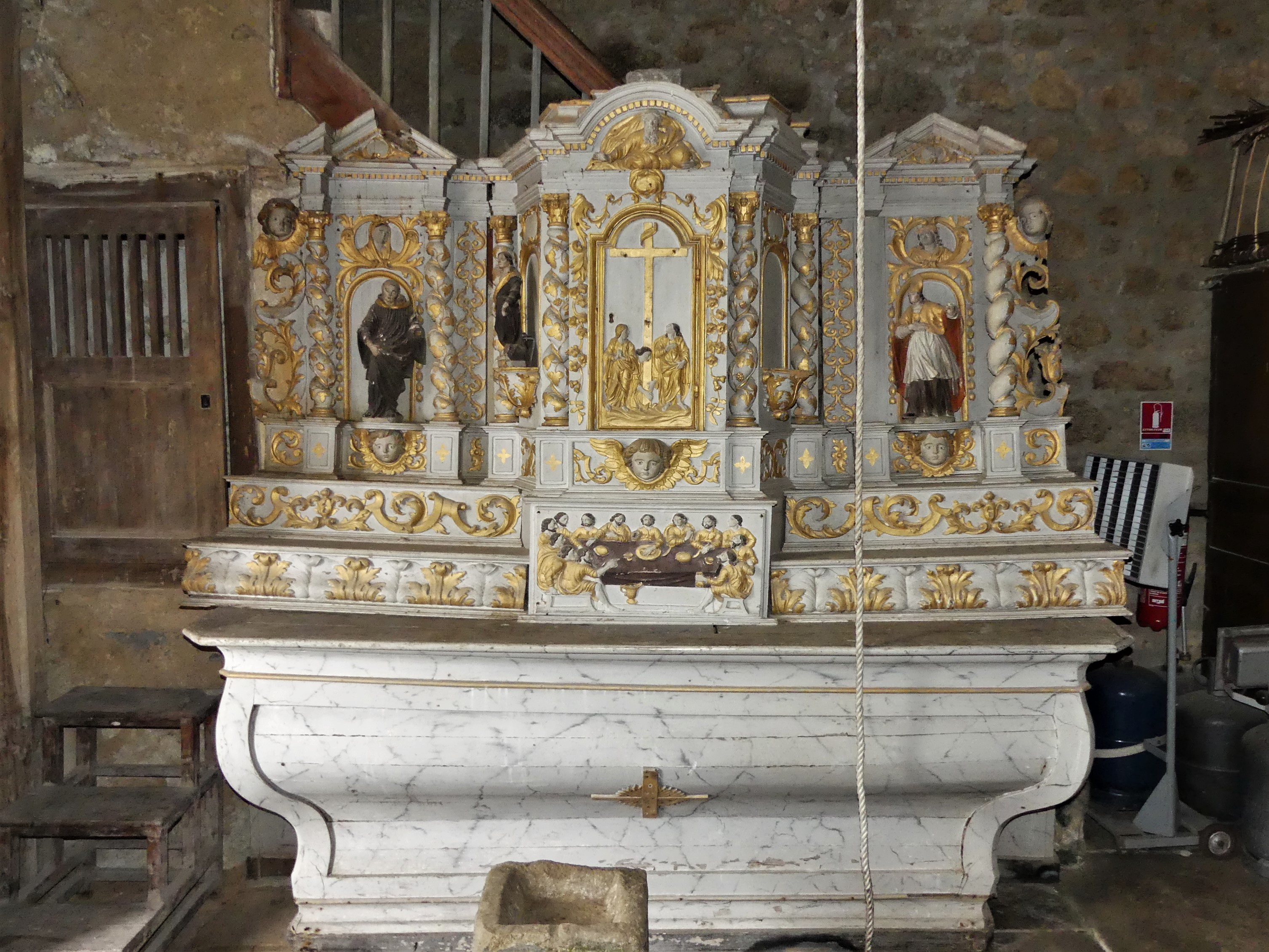
Le tabernacle à ailes.
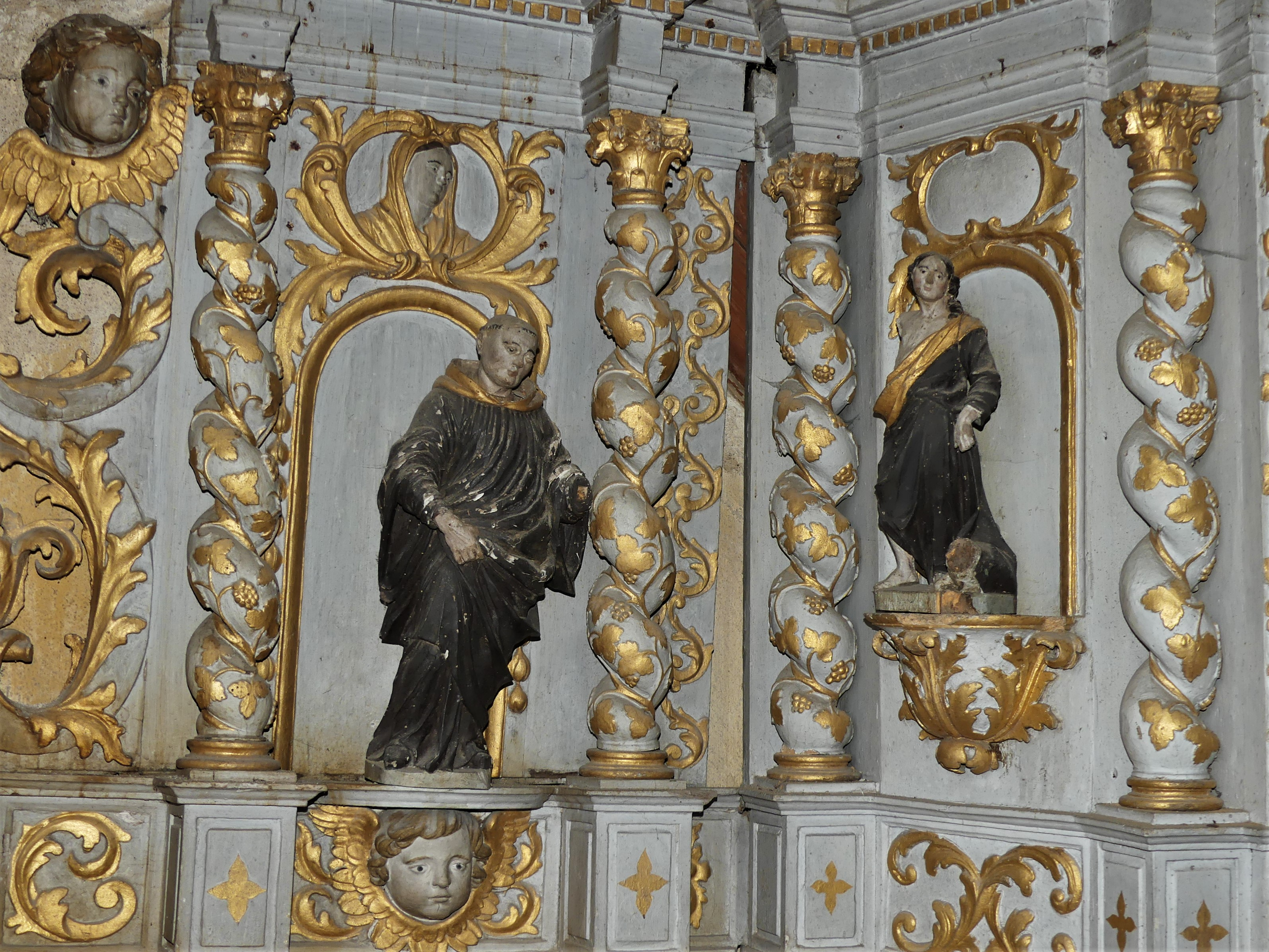
L'aile gauche du tabernacle.
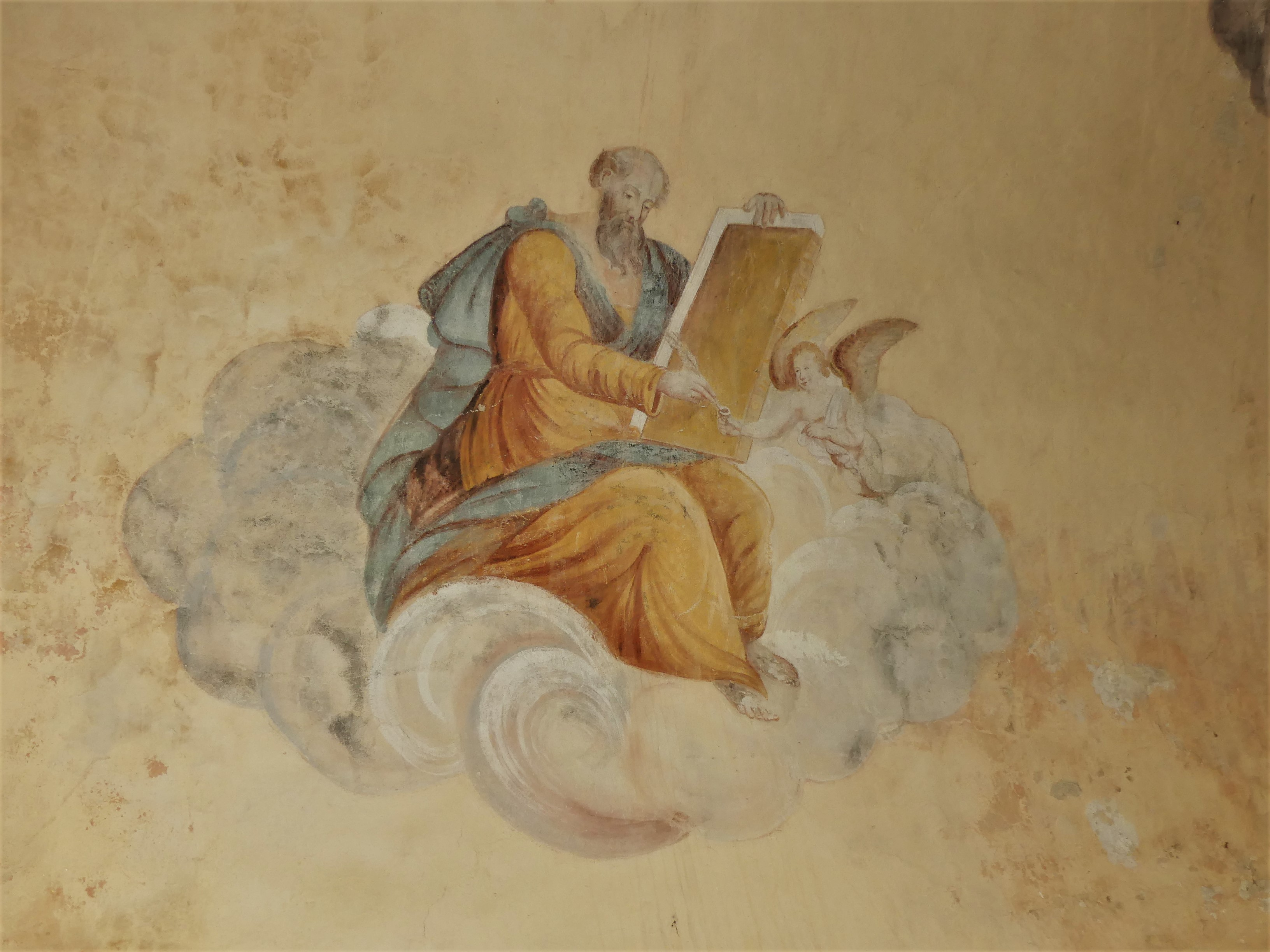
Peinture monumentale représentant saint Matthieu et son ange.
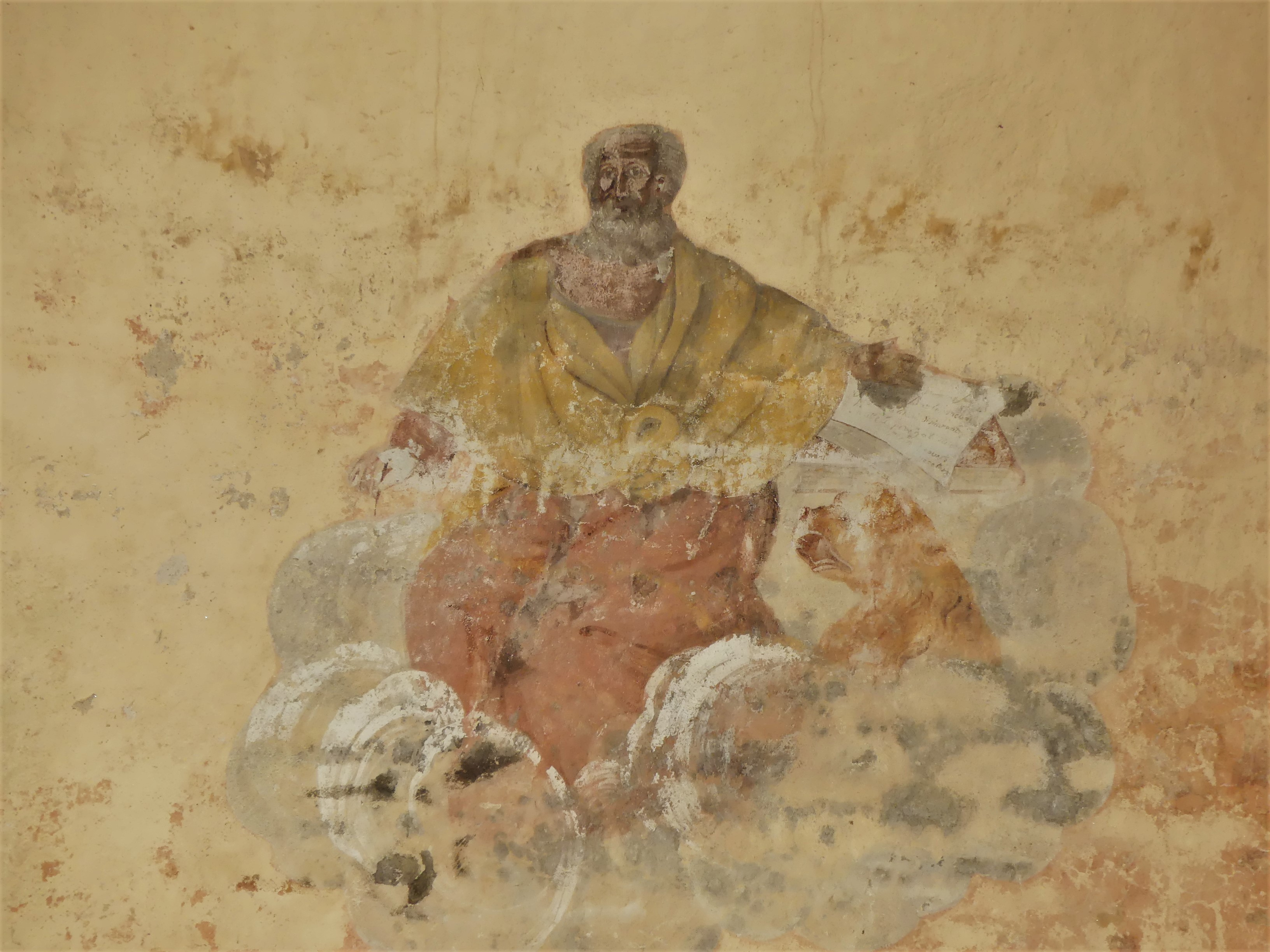
Autre peinture représentant saint Marc et son lion.